# 武虎
武虎（たけとら、1974年1月31日 - ）は、日本の俳優、声優、ナレーター。兵庫県尼崎市出身。東京俳優生活協同組合所属。

## 略歴
小学生の時にゲームセンターの『グラディウス』に衝撃を受けて、「ゲームでこんな世界を創れるのか」と、ゲーム業界就職を決意。
兵庫県立北摂三田高等学校へ進学後、演劇部に所属して舞台の魅力に取り付かれたという。また野沢那智がきっかけで職業としての声優も知ったという。その後、親に役者への道へ進みたい旨を伝えるが反対され、喧嘩の末に「大学だけは行こう」ということで折り合いがついたという。
千葉大学工学部へ進学し、在学中も舞台活動をしていたが、卒業後に演劇の世界に行くかどうか悩んだ末、「舞台は趣味として割り切って、会社に勤めることでしか出来ない仕事をやろう」と考え8年弱ゲーム会社に務め、プロデューサーをしていた。
その後役者の世界に進み、九プロダクションに所属したのち、東京俳優生活協同組合に所属した。

## 人物
芸名は、「苗字なしの名前のみで武虎」であるとしている。
音域はバリトン。方言は兵庫弁。役柄としては悪役が多い。
特技はたこ焼き、スキー、パソコン。尾田栄一郎主催のたこ焼きパーティーでは2024年時点で10年以上たこ焼き作りを担当している。趣味は駄菓子屋ゲーム機、レトロガジェット制作。

## 出演
太字はメインキャラクター。

### テレビアニメ
2003年
- 無限戦記ポトリス（トルーパーA）

2004年
- アズサ、お手伝いします!（家康）
- BLEACH（ナキーム・グリンディーナ、ルヌガンガ、鬼灯丸、四十六室 他）
- 魔法少女隊アルス（ウィルの仲間、僧侶、魔族騎士 他）

2005年
- 頭文字D Fourth Stage（ギャラリー）
- ガラスの仮面（田村一也）
- ギャラリーフェイク（男）
- CLUSTER EDGE（車掌）
- SPEED GRAPHER（大運）
- ゾイドジェネシス（アラバ、カンピオ、グダル）
- SoltyRei（研究員B、店主、セリカの父 他）
- トランスフォーマー ギャラクシーフォース（中継TF、デモリッシャー、バズソー、サウンドウェーブ）
- BLACK CAT（アッシュ）
- ポケットモンスター アドバンスジェネレーション（ビクター）
- 舞-乙HiME（男）
- まじめにふまじめ かいけつゾロリ（2005年 - 2006年、魔法使い、花の化け物、エージェントA 他）
- 焼きたて!!ジャぱん（SP、観客、参加者）

2006年
- おとぎ銃士 赤ずきん（栗梨先生）
- ケロロ軍曹（2006年 - 2008年、コック、コッパ星人、作業員）
- ゼロの使い魔（2006年 - 2008年、スティックス、重臣、使用人、フェンリル、衛兵 他） - 3シリーズ
- 太陽の黙示録（宮本）
- タマ&フレンズ 探せ!魔法のプニプニストーン（クマ）
- 内閣権力犯罪強制取締官 財前丈太郎（小島慎之介）
- びんちょうタン（電気屋店員、職員）
- Project BLUE 地球SOS（巡洋艦副艦長）
- 魔法食堂チャラポンタン（チャンコ）
- RAY THE ANIMATION（男）
- ロックマンエグゼBEAST（ダストマン） - 2シリーズ

2007年
- 風のスティグマ（大神武哉）
- キミキス pure rouge（ラーメン店主）
- 月面兎兵器ミーナ（夜勤D、ミスター・サンセット）
- ご愁傷さま二ノ宮くん（TVアナウンサー）
- 獣神演武 -HERO TALES-（飯屋のおやじ）
- スカイガールズ（源さん、駅構内アナウンス、幹部）
- DARKER THAN BLACK -黒の契約者-（係官 他）
- D.Gray-man（賞金稼ぎB）
- BACCANO! -バッカーノ!-（エドワード・ノア）
- ぼくらの（幕僚長、矢村健吾 他）
- みなみけ（2007年 - 2008年、ドクター、鮮魚店主人、裸サンタ、蕎麦屋店主、老人 他） - 2シリーズ
- レ・ミゼラブル 少女コゼット（大家）
- レンタルマギカ（ゲーティア従弟）
- 湾岸ミッドナイト（上田）

2008年
- アリソンとリリア（運転手）
- カイバ
- 喰霊―零―（幹部D）
- 狂乱家族日記（スィーア・レクレスネス）
- ゴルゴ13（ハーバード）
- しゅごキャラ!!どきっ（タクマの父）
- スレイヤーズREVOLUTION（客C）
- TYTANIA -タイタニア-（ザーリッシュ・タイタニア）
- 隠の王（清水伊肋）
- 二十面相の娘（手下B）
- ネオ アンジェリーク Abyss（研究員、住民、議員、長老、教団員） - 2シリーズ
- のらみみ2（パパグラム）
- バトルスピリッツ 少年突破バシン（フロアディレクター、剣道部員、手下、警備員A）
- ポルフィの長い旅（アドニス、農夫）
- 遊☆戯☆王5D's（ルドガー）

2009年
- CANAAN（事務次官）
- グイン・サーガ（ヴロン）
- 黒神 The Animation（バイクメン）
- 戦場のヴァルキュリア（メルケル）
- WHITE ALBUM（TVの声）

2010年
- スティッチ! 〜いたずらエイリアンの大冒険〜（キックス、プルーツ）
- 鋼の錬金術師 FULLMETAL ALCHEMIST（主人、ハクロ少将、中央軍兵士、エリック、イシュヴァール人）
- ダンス イン ザ ヴァンパイアバンド（李）
- れでぃ×ばと!（セルニア父）

2011年
- 神様のメモ帳（ネモ）
- カルルとふしぎな塔（ベトスコス団長）
- TIGER & BUNNY（警備員）
- DD北斗の拳（ラオウ）（webフラッシュアニメ版）
- バトルスピリッツ ブレイヴ（ワタリ）

2012年
- 機動戦士ガンダムAGE（ダズ・ローデン）
- CØDE:BREAKER（教師、鬼桜組組員）
- さくら荘のペットな彼女（校長）
- ジョジョの奇妙な冒険（ダイアー、プラント）
- SKET DANCE（三島泰介）
- 絶園のテンペスト（指揮官）
- 探検ドリランド（ゴラン）
- 探偵オペラ ミルキィホームズ Alternative ONE 〜小林オペラと5枚の絵画〜（ロナルド・ハーカー）
- ダンボール戦機W（エジプト大統領〈首相〉、ホテル支配人、マスタング・マックス、インド首相）
- トータル・イクリプス（オルソン）
- ハイスクールD×D（ドーナシーク）
- バトルスピリッツ 覇王（カーク野田）
- バカリズム THE MOVIE（2012年）（裏表捲）
※作品自体は邦画。一部アニメーションの演出があり、その中での役所。

2013年
- AKB0048 next stage（ヒガシノ）
- 革命機ヴァルヴレイヴ（ジェフリー・アンダーソン）
- 最強銀河 究極ゼロ 〜バトルスピリッツ〜（リドル）
- 翠星のガルガンティア（親方）
- ビーストサーガ（ゴールダー）

2014年
- グリザイアの果実（年配の刑事）
- ストライク・ザ・ブラッド（ワイズマン）
- ディスク・ウォーズ:アベンジャーズ（バロン・ジモ）
- 東京ESP（役人）
- 東京喰種トーキョーグール（タロちゃん）
- ドラゴンコレクション（ゲレメン）
- HUNTER×HUNTER（第2作）（一般民）
- ファイ・ブレイン 神のパズル 第3シリーズ（レイツェルの父）
- ブレイク ブレイド（ダブネ）
- ノーゲーム・ノーライフ（高官）
- 妖怪ウォッチ（重役1）
- ONE PIECE（2014年 - 2024年、ギャッツ、ジロン）

2015年
- アルスラーン戦記（バフマン）
- うたわれるもの 偽りの仮面（串焼き屋の親父）
- 機動戦士ガンダム 鉄血のオルフェンズ（ブルック・カバヤン）
- 金田一少年の事件簿R（四ノ宮徹）
- GATE 自衛隊 彼の地にて、斯く戦えり（2015年 - 2016年、加茂直樹） - 2シリーズ
- SHIROBAKO（大倉正弘）
- 食戟のソーマ（2015年 - 2018年、喜多修冶） - 3シリーズ
- ダンジョンに出会いを求めるのは間違っているだろうか（カヌゥ・ベルウェイ）
- 探偵歌劇 ミルキィホームズ TD（スペルブルグ監督）
- 探偵チームKZ事件ノート（TAKANE）
- ヒーローバンク（シャチ・ホコス）
- 夜ノヤッターマン（ムサジ）
- ONE PIECE エピソードオブサボ 〜3兄弟の絆 奇跡の再会と受け継がれる意志〜（ギャッツ）

2016年
- アクティヴレイド -機動強襲室第八係- 2nd（毛利毅郎）
- クラシカロイド（2016年 - 2017年、アルケー社社長） - 2シリーズ
- タイガーマスクW（2016年 - 2017年、GWMコーチ、ミラクル3）
- タイムトラベル少女〜マリ・ワカと8人の科学者たち〜（ドン・ペドロ）
- タイムボカン24（2016年 - 2018年、ルドルフ、武蔵坊弁慶） - 2シリーズ
- タブー・タトゥー（BBの起源体）
- バトルスピリッツ ダブルドライブ（店主B）
- レガリア The Three Sacred Stars（エドモンド・モラレス）
- ワールドトリガー（2016年 - 2021年、北添尋） - 3シリーズ

2017年
- 幼女戦記（ホスマン）
- キラキラ☆プリキュアアラモード（プルプル、シュックリー、フエール、クッカクッキー）
- ガヴリールドロップアウト（ヴィーネ父）
- “栄光なき天才たち”からの物語（日本水泳連盟・田畑会長）
- 名探偵コナン（2017年 - 2018年、浅井、強盗犯B）
- Re:CREATORS（真垣）
- モンスターハンター ストーリーズ RIDE ON（ビム）
- ソード・オラトリア ダンジョンに出会いを求めるのは間違っているだろうか外伝（カヌゥ）
- ナイツ&マジック（バトソン父）
- 魔法陣グルグル（トマの祖父）
- マーベル フューチャー・アベンジャーズ（クロウ）
- 血界戦線 & BEYOND（グラハム）

2018年
- キリングバイツ（ジェロム本郷〈ベア〉）
- デュエル・マスターズ（2018年 - 2022年、カブト鬼、IPPON釣吉） - 6シリーズ
- パズドラ（2018年 - 2025年、源さん）
- BEATLESS（坂巻、投資ファンドCEO〈中枢D〉）
- 京都寺町三条のホームズ（高田）
- ハイスコアガール（2018年 - 2019年、小春パパ、豪鬼さん、ドライバー） - 2シリーズ
- オニのサラリーマン
- Back Street Girls -ゴクドルズ-（親分）
- ポチっと発明 ピカちんキット（2018年 - 2019年、陣林甚三郎、ジェシー）
- 爆釣バーハンター（2018年 - 2019年、ナレーション、薄井さん）
- 風が強く吹いている（2018年 - 2019年、監督）

2019年
- BAKUMATSUクライシス（宮本武蔵）
- Fairy gone フェアリーゴーン（ギルバート・ウォーロック）
- MIX（2019年 - 2023年、小宮山新平） - 2シリーズ
- クレヨンしんちゃん（2019年 - 2022年、黒輪三太郎、夫）
- ギヴン（父）
- 旗揚!けものみち（エドガー）

2020年
- のりものまん モービルランドのカークン（ガンさん）

2021年
- たとえばラストダンジョン前の村の少年が序盤の街で暮らすような物語（クロム）
- アイドリッシュセブン Third BEAT!（星野社長）
- 無職転生 〜異世界行ったら本気だす〜（2021年 - 2023年、ダリウス・シルバ・ガニウス） - 2シリーズ
- BORUTO-ボルト- NARUTO NEXT GENERATIONS（伊豆野ダルマ）

2022年
- 史上最強の大魔王、村人Aに転生する（黒マントリーダー）
- キングダム（袁夏）
- BLEACH 千年血戦篇（2022年 - 2023年、死神、技術開発局局員） - 2シリーズ

2023年
- 便利屋斎藤さん、異世界に行く（右手の悪魔、左手の悪魔）
- アイドルマスター シンデレラガールズ U149（次長）
- マッシュル-MASHLE-（テリー）
- 鬼滅の刃 刀鍛冶の里編
- デュエル・マスターズ WIN 決闘学園編（越智武者士）
- 自動販売機に生まれ変わった俺は迷宮を彷徨う（2023年 - 2025年、カリオス） - 2シリーズ
- ふしぎ駄菓子屋 銭天堂（足利）
- ひろがるスカイ!プリキュア（2023年 - 2024年、カイザー・アンダーグ）

2024年
- 異世界でもふもふなでなでするためにがんばってます。（ラース）
- ゆるキャン△ SEASON3（あおいの父）
- 科学×冒険サバイバル!（オーディン社長）
- 株式会社マジルミエ（魔総研所長）

2025年
- ドラゴンボールDAIMA（ガイモイ）
- Übel Blatt〜ユーベルブラット〜（ポレヴィーク）
- ずたぼろ令嬢は姉の元婚約者に溺愛される（ヨハン）

### 劇場アニメ
2011年
- 鉄拳 ブラッド・ベンジェンス（パンダ）
- friends もののけ島のナキ（薙右衛門）

2012年
- バカリズム THE MOVIE（裏表捲）

2013年
- コードギアス 亡国のアキト 第2章「引き裂かれし翼竜」（ゴドフロア・ド・ヴィヨン）

2014年
- 劇場版 ゆうとくんがいく（ムーロ）

2015年
- コードギアス 亡国のアキト 第3章「輝くもの天より堕つ」（ゴドフロア・ド・ヴィヨン）

2017年
- ちゃらんぽ島の冒険（ぽんちょ）

2019年
- 映画 爆釣バーハンター 謎のバーコードトライアングル!爆釣れ!神海魚ポセイドン（ナレーション）

### OVA
2006年
- FREEDOM（ボランティアリーダー、自警団）
- フルメタル・パニック! わりとヒマな戦隊長の一日（潜航士官）
- HELLSING（隊長）

2007年
- 爆裂天使 〜インフィニティ〜
- テイルズ オブ シンフォニア THE ANIMATION シルヴァラント編（ディザイアンB）

2008年
- 機動戦士ガンダム MS IGLOO 2 重力戦線（ジオン軍兵士 他）
- ストリートファイターIV〜新たなる絆〜（豪鬼）

2010年
- 怪物王女「暗闇王女」（トゥルーダークウォーカー〈ボス〉）
- 地獄に道連れ!ケルベロッテちゃん♡（堕天使）
- 模型戦士ガンプラビルダーズ ビギニングG（サム）
- 魔法先生ネギま! もうひとつの世界Extra 魔法少女ユエ（アナウンス）

2011年
- 怪物王女「孤島王女」（劉劉）
- 地獄に道連れ!ケルベロッテちゃん♡ 銀河鉄道編（堕天使）

2013年
- 機動戦士ガンダムAGE MEMORY OF EDEN（ダズ・ローデン）

2014年
- 翠星のガルガンティア 〜めぐる航路、遥か〜 前編（荷運び親方）

2018年
- ゴールデンカムイ（江尻署長） - コミックス第15巻アニメDVD同梱版
- ゆらぎ荘の幽奈さん（アラマキ） - コミックス第13巻アニメBD同梱完全受注限定版

### Webアニメ
- リーンの翼（2005年）
- 約束の七夜祭り（2018年、棟梁）
- ざしきわらしのタタミちゃん（2020年、ラーメン屋 店主[45]、人間たち）
- 極主夫道（2021年、肉屋）

### ゲーム
2005年
- スター・ウォーズ エピソード3/シスの復讐
- 第3次スーパーロボット大戦α 終焉の銀河へ（ザフト艦長）
- 義経英雄伝修羅
- ラチェット&クランク4th ギリギリ銀河のギガバトル（シェルショック、ランス）
- ローグギャラクシー（ファントムロード・ガーゼル）
- ワイルドアームズ ザ フォースデトネイター

2006年
- 天誅 千乱
- バテン・カイトスII 始まりの翼と神々の嗣子（ジュマール）
- ファイナルファンタジーXII（ハバーロ）

2007年
- CRYSIS（サイコ軍曹）
- 喧嘩番長2 フルスロットル（日向誠、袴田毅）
- 召喚少女 〜ElementalGirl Calling〜（トビー爺さん）
- スーパーロボット大戦OG ORIGINAL GENERATIONS（ジーベル・ミステル）
- 令嬢探偵 〜オフィスラブ事件慕〜（トビー爺さん）
- レインボーシックス ベガス（ジュン・パク 他）

2008年
- スーパーロボット大戦Z（ザフト艦長）
- Crysis Warhead（サイコ軍曹）
- スターオーシャン2 Second Evolution（カマエル）
- ストリートファイターIV（豪鬼）
- レインボーシックス ベガス 2（ジュン・パク 他）

2009年
- SDガンダム GGENERATION（2009年 - 2016年、マーヴィン・ヘリオット、マイキャラクター男性6〈GENESIS〉 他） - 2作品
- キラ☆キラ 〜Rock'n'RollShow〜（半田良介）
- 遊☆戯☆王ファイブディーズ タッグフォース4（ルドガー・ゴドウィン）

2010年
- スーパーストリートファイターIV（豪鬼）
- スーパーストリートファイターIV アーケードエディション（豪鬼、狂オシキ鬼）

2011年
- MARVEL VS. CAPCOM 3 Fate of Two Worlds（豪鬼）
- 遊☆戯☆王ファイブディーズ タッグフォース6（ルドガー・ゴドウィン）

2012年
- ソウルキャリバーV
- アスラズ ラース（豪鬼、狂オシキ鬼） - DLC追加キャラクター
- 機動戦士ガンダム 木馬の軌跡（ジオン兵B）
- 機動戦士ガンダムUC
- 機動戦士ガンダムAGE ユニバースアクセル / コズミックドライブ（ダズ・ローデン、ファルク・オクラムド） - 2作品
- ストリートファイター X 鉄拳（豪鬼）

2013年
- 解放少女 SIN（オスカー・ゴールドマン）
- CRYSIS3（サイコ）
- X・A・O・C 〜ザオック〜（草奉族・大男）
- ジョジョの奇妙な冒険 オールスターバトル（ダイアー）
- スーパーロボット大戦Operation Extend
- ティアーズ・トゥ・ティアラII 覇王の末裔（古参兵A）
- ドラッグオンドラグーン3
- 百年戦記 ユーロ・ヒストリア
- マブラヴ オルタネイティヴ トータル・イクリプス（オルソン大尉）

2014年
- ウルトラストリートファイターIV（豪鬼、狂オシキ鬼）
- 機動戦士ガンダム外伝 ミッシングリンク（マーヴィン・ヘリオット）
- 第3次スーパーロボット大戦Z 時獄篇 / 天獄篇（2014年 - 2015年、アマルガム） - 2作品
- ヒーローバンク2（シャチ・ホコス）
- ONE PIECE アンリミテッドワールド レッド（バトルコロシアム司会者）
- ファイナルファンタジーXIV（テレジ・アデレジ）

2015年
- アルスラーン戦記×無双（バフマン）
- ジョジョの奇妙な冒険 アイズオブヘブン（ダイアー）
- ファイナルファンタジーXIV（ミドガルズオルム）
- ファイアーエムブレムif（スメラギ、虹の賢者）
- LORD of VERMILION（アガムンド、エーギル、カリガリ博士、クロノス、ゲルニア、ゼウス、モルドレッド、ペイルライダー、太山府君、VRアポピス）

2016年
- クローズ BURNING EDGE
- ストリートファイターV（豪鬼）
- ソウルワーカー（ジャック・ザ・キング）
- 鉄拳7 FATED RETRIBUTION（豪鬼）
- League of Legends（2016年 - 2017年、ライズ、アーゴット、レネクトン）
- LORD of VERMILION Re:3（アイアンフォスル）
- ONE PIECE 大海賊闘技場（ギャッツ）

2017年
- ヴァルキリーコネクト（豪鬼）
- ウルトラストリートファイターII -The Final Challengers-（豪鬼）
- ダンジョンに出会いを求めるのは間違っているだろうか〜メモリア・フレーゼ〜（カヌゥ）

2019年
- 龍が如く ONLINE（花形厳太、神田強）
- ポケモンマスターズ（マチス）

2020年
- ファンタシースターオンライン2 es（ソルーシュ）
- ジョジョのピタパタポップ（ダイアー）
- 仁王2（弁慶） - DLC追加キャラクター
- 聖剣伝説3 TRIALS of MANA（仮面の導士、ホセ、ワッツ）

2021年
- ブラスターマスター ゼロ トリロジー メタファイトクロニクル（ジョッキ）
- ロックマンX DiVE（豪鬼）

2022年
- TRANSFORMERS ALLIANCE（サウンドウェーブ、サウンドブラスター、グレン）
- ドラゴンクエストX オンライン（領主タケトラ、ジュレド国民1）
- THE KING OF FIGHTERS ALLSTAR（豪鬼）
- DNF DUEL（トラブルシューター）
- 鋼の錬金術師 MOBILE（ハクロ）
- ジョジョの奇妙な冒険 オールスターバトルR（ダイアー）
- ドラゴンクエストX 目覚めし五つの種族 オフライン（領主タケトラ）
- たとえばラストダンジョン前の村の少年が序盤の街で暮らすような物語〜ドタバタ英雄譚〜（クロム）

2023年
- 龍が如く 維新! 極
- 信長の野望 出陣（安東愛季、福島正則）
- STAR OCEAN THE SECOND STORY R（カマエル）
- 龍が如く7外伝 名を消した男
- 幻日のヨハネ -BLAZE in the DEEPBLUE-

2024年
- ストリートファイター6（豪鬼）
- 九魂の久遠（シュレーディンガー）
- カルドアンシェル（シュレーディンガー）

### ドラマCD
- クロム・ブレイカー（首相）
- 幻獣降臨譚（ミルテの父）
- 高潔な貴族は愛を得る（ヴィクターの父）
- The MANZAI2/ザ・マンザイ（コンビニ店長）
- 正義研究会セレナード（悪魔）
- 不機嫌で甘い爪痕（関野燿次、藤田、知人B）
- ブルーレゾンシリーズ 青い羊の夢（ジャッド）
- ポーの一族
- 魔術士オーフェンシリーズ
  - しゃべる無謀編（サモアペット）
  - はぐれ旅 解放者の戦場（ケイロン・ジェス）

### ラジオドラマ
- FMヨコハマ 特別番組「エアチェック」（2012年）

### ラジオ
- 癒されBar若本（第13・14回のアシスタント）
- 青春ラジメニア（第1530回のゲスト、第1566回の電話出演「30周年お祝いたこ焼きパーティー：主催」）

### 吹き替え

#### 映画
- アンダーワールド: エボリューション
- イントゥ・ザ・ブルー
- エア・シティ
- 王妃マリー・アントワネット
- カルメン（ガルシア〈ガストン・モド〉）
- キッドナップ（ヴァージル・ヘイズ〈ミケルティ・ウィリアムソン〉）
- 紀元前1万年 ※劇場公開版
- キング・コング
- 軍用列車（赤ひげ〈ジョン・ミッチャム〉）※DVD版
- 撃鉄 GEKITETZ ワルシャワの標的
- 撃鉄2 -クリティカル・リミット-
- 恋のトリセツ 別れ編
- 恋人たちのパレード
- サーティーン あの頃欲しかった愛のこと
- サンダーアーム/龍兄虎弟
- サンダーバード
- ジャン＝クロード・ヴァン・ダム アサシン・ゲーム（カリー〈ケヴィン・チャップマン〉）
- スコルピオンの恋まじない（トム〈アーサー・J・ナスカレラ〉）
- スモーキン・エース/暗殺者がいっぱい
- 守護神
- ダブリン上等!（ミック〈ブライアン・F・オバーン〉）
- チャーリー・ジェイド
- チャンピオン 明日へのタイトルマッチ（ホセ〈マイケル・ペーニャ〉）
- ディパーテッド（フランク・ラツィオ〈ロバート・ウォールバーグ〉）
- ネバー・サレンダー 肉弾凶器（ジョー〈ドリュー・パウエル〉）※テレビ版
- パイレーツ・オブ・カリビアン/呪われた海賊たち
- バットマン ビギンズ ※日本テレビ版
- パニック・タワー（ロジャー）
- ビッグママ・ハウス2（ブライアン〈マーク・ジョイ〉）
- ファントム・ファイアー
- ファイティング×ガール（ボクサー）
- ブッシュ（ジョージ・T・テネット〈ブルース・マッギル〉）
- ブルーサンダー ※ソフト版
- ブレイキング・ニュース（ペルツ）
- ブラインド・ホライズン（J.C.レイノルズ〈ジャンカルロ・エスポジート〉）
- ブレイド ブラッド・オブ・カソン
- ブロークン・トレイル 遥かなる旅路（ラン・フェイ〈ドナルド・フォング〉）
- プロジェクトBB
- ベン10 時との戦い（ヒートブラスト、ダイヤモンドヘッド）
- ホロコースト -アドルフ・ヒトラーの洗礼-
- ムースポート（管制官〈ジェームズ・バーレット〉、スタッフ、ジム、レポーター、SP、市民、監督、乗客）
- リバティーン（オールコック〈リチャード・コイル〉）
- レーシング・ストライプス ※日本テレビ版
- レベッカ（タブ）※DVD版
- ロビンとマリアン（メルカディエ）※ソフト版

#### ドラマ
- iCarly
- イ・サン
- 1%の奇跡（チンマン〈チェ・サンフン〉）
- FBI: 特別捜査班
- エレメンタリー ホームズ&ワトソン in NY（ユージーン・ホーズ〈ジョーダン・ゲルバー〉）
- LAX
- 堕ちた弁護士 -ニック・フォーリン-（ジェイク・ストライカ〈ラファエル・スバージ〉）
- 華麗なるペテン師たち4（ハリー・ドイル〈ウィリアム・ラッキング〉）
- 救命医ハンク2 セレブ診療ファイル（テッド・フィリップス）
- クリミナル・マインド8 FBI行動分析課（ワシズ検視官）
- クリミナル・マインド10 FBI行動分析課
- コールドケース6（ジェイ・クインシー、ロニー・コリンズ）
- コールドケース7 ザ・ファイナル
- ザ・ケープ 漆黒のヒーロー
- シークレット・アイドル ハンナ・モンタナ（審査員アンディ）
- CSI:マイアミ5（ブラーガ〈ジャンカルロ・エスポジート〉）
- CSI:マイアミ6（テッド・ウォレス）
- CSI:6 科学捜査班（マクウェイン弁護士〈ウィリアム・カレン・ヤング〉、フランク・ロゼッティ〈ダニエル・ローバック〉 他）※毎回異なる役でレギュラー出演
- CSI:10 科学捜査班（フィル・カーペンター校長〈ポール・マクレーン〉）
- CSI:ニューヨーク3 #5
- 神鵰侠侶（耶律楚材）
- スタートレック:エンタープライズ（ヴラス 他）
- スターゲイト SG-1（プライア〈ウィリアム・B・デイヴィス〉、ラピエール）
- 孫子兵法
- チャームド 〜魔女3姉妹〜
- 朱蒙 〜チュモン〜
- ディフェンダーズ 闘う弁護士
- デスパレートな妻たち
- 犯罪捜査官ネイビーファイル シーズン8（ドブスNCIS捜査官〈トーマス・アンソニー・ジョーンズ〉）
- バーン・ノーティス 元スパイの逆襲 #9（ウェイン・レイ〈ジェフ・チェイス〉）
- 馬医
- プリズン・ブレイク（ベンジャミン・マイルズ・“シーノート”・フランクリン〈ロックモンド・ダンバー〉、ダニエル・ヘイル 他）
- フーディーニ&ドイルの怪事件ファイル〜謎解きの作法〜（タトル）
- BONES シーズン4 #9（ウィルキンソン）
- HOMELAND（ブンラン・“バニー”・ラティーフ外務大臣〈アート・マリック〉）
- マードック・ミステリー 〜刑事マードックの捜査ファイル〜（フレモント）
- メントーズ〜世界の偉人たちからのメッセージ〜
- 流星剣侠伝 大人物

#### アニメ
- アルティメット・スパイダーマン（アブソービング・マン）
- アベンジャーズ・アッセンブル（アブソービング・マン）
- クリフォード（サミュエル）
- ジャングル大騒動 -南極からのSOS-（モーリス）
- シュガー・ラッシュ（ダンカン〈ホレイショ・サンズ〉）
- シュガー・ラッシュ:オンライン（リュウ[64]）
- スター・ウォーズ/クローン・ウォーズ (テレビアニメ)
- スター・ウォーズ レジスタンス（グレム）
- スパイダーマン ※第32話「第5章 ロケット・レーサー」
- ティーン・タイタンズ（レッド・スター）
- バッドガイズ[65]
- ハッピー フィート（カモメのフランキー）
- 新 ルーニー・テューンズ（ビッグフット、リトルチン卿 他）
- フィニアスとファーブ（レジナルド・フレッチャー、ノーム）
  - フィニアスとファーブ/ザ・ムービー
- ベン10（ヒートブラスト、ダイヤモンドヘッド、リップジョーズ、アップチャック、ウェイビッグ）
  - ベン10 エイリアンフォース（ダイヤモンドヘッド）
- リロ・アンド・スティッチ・ザ・シリーズ（試作品601号 / キックス）
- ルビー・グルーム（ウサちゃん〈悪〉）

### 特撮
- Kawaii! JeNny（2007年、クマくん〈クマ吉くん〉の声）
- スーパー戦隊シリーズ
  - 炎神戦隊ゴーオンジャー（2008年、害水目蛮機獣オイルバンキ / オイルバンキ改の声）
  - 侍戦隊シンケンジャー（2009年、アヤカシ・クグツカイの声）
  - 天装戦隊ゴセイジャー（2010年、マトロイド・シールドのザンKT / シュートのザンKT2の声）
  - 海賊戦隊ゴーカイジャー（2011年、マトロイド・ショットのザンKT0の声）
  - 手裏剣戦隊ニンニンジャー（2015年、忍者イッカクサイの声[66]）
- 仮面ライダーキバ（2008年、マンティスファンガイアの声）

### テレビドラマ
- 女帝 薫子（TBS、2010年） - ナレーター
- 模倣犯 前篇（2016年、テレビ東京）
- 相棒 season17 第11話「密着特命係24時」（2019年、テレビ朝日） - 密着番組の実況（声の出演）

### ナレーション
- 秋のガンダムゲーム ブーストキャンペーン（2015年、PVナレーション）
- お買い物プラス（KBS京都）
- 仰天パニックシアター（テレビ東京）
- 黒服物語 番宣（テレビ朝日）
- にっぽん釣りの旅（NHK BSプレミアム）
- 新春かくし芸大会（フジテレビ）
- 海賊王船長タック（パチ・スロ サイトセブンTV）
- ダウンタウンDX「兄弟姉妹クレームバトル」コーナー（読売テレビ）
- 鳥人間コンテスト2019（2019年8月28日、読売テレビ）
  - 鳥人間コンテスト2020（2020年9月26日）
  - 鳥人間コンテスト2022（2022年8月31日）
- トゥルースリーパー テレビCM（ショップジャパン）
- バンダイナムコゲームス『PROJECT X ZONE』PV
- ビッグ★プレイ（日本テレビ）
- 風神雷神（読売テレビ）※雷神メインナレーター
- マレにしか起こらないテレビ（テレビ朝日）
- 水トク!「今夜開催!本当に怖い絶叫!リアル肝試し!」（2012年、TBS）

### ボイスオーバー
- アナザーストーリーズ 運命の分岐点（NHK総合）
- クラシック・ロイヤルシート（NHK BS2）
- ザ・プレミアム 井浦新 アジアハイウェイを行く（NHK-BSプレミアム）
- ザ・ベストハウス123（フジテレビ）
- たけしが迫る!JFK暗殺の謎（日本テレビ）
- 所さんのニッポンの出番!（TBS）
- BS世界のドキュメンタリー（NHK-BS）

### 舞台
- タンバリンプロデューサーズ「怪し会 〜4肆〜 怪談朗読を肴に旨い日本酒を舐める会」（2011年9月1日 - 4日、密蔵院）
- 朗読劇 浅田次郎作「ろくでなしのサンタ」（保安係刑事、やくざ者、万引きジジイ）
- 怪し会  拾（2018年3月28日 - 4月2日、もっとい不動 密蔵院）[67]

### その他コンテンツ
- 逆転裁判 東京ゲームショウ 特別法廷2010（狩魔豪）
- 高知県立歴史民俗資料館「長宗我部元親本陣シアター」（桑名弥次兵衛）
- 「京都寺町三条のホームズ」ボイスコミック（2022年、高田）

### シリーズ一覧
1. ↑  第1期（2006年）、第2期『〜双月の騎士〜』（2007年）、第3期『〜三美姫の輪舞〜』（2008年）
2. ↑  『BEAST』（2006年）、続編『BEAST+』（2006年）
3. ↑  第1期（2007年）、第2期『〜おかわり〜 』（2008年）
4. ↑  第1期（2008年）、第2期『-Second Age-』（2008年）
5. ↑  第1クール（2015年）、第2クール（2016年）
6. ↑  第1期（2015年）、第3期前半『餐ノ皿』（2017年）、第3期後半『餐ノ皿 遠月列車篇』（2018年）
7. ↑  第1シリーズ（2016年 - 2017年）、第2シリーズ（2017年）
8. ↑  『タイムボカン24』（2016年 - 2017年）、続編『タイムボカン 逆襲の三悪人』（2017年 - 2018年）
9. ↑  1stシーズン（2016年）、2ndシーズン（2021年）、3rdシーズン（2021年）
10. ↑  【デュエル・マスターズ（2017年版）】

第1期（2018年）、第2期『デュエル・マスターズ！』（2018年 - 2019年）、第3期『デュエル・マスターズ!!』（2019年 - 2020年）

【デュエル・マスターズ キング】

第1期（2020年）、第2期『キング！』（2022年）、第3期『キングMAX』（2022年）
11. ↑  第1期（2018年）、第2期『II』（2019年）
12. ↑  1ST SEASON（2019年）、2ND SEASON『MIX MEISEI STORY 2ND SEASON 〜二度目の夏、空の向こうへ〜』（2023年）
13. ↑  第1期第2クール（2021年）、第2期『無職転生 II 〜異世界行ったら本気だす〜』（2023年）
14. ↑  第1クール（2022年）、第2クール『-訣別譚-』（2023年）
15. ↑  1st season（2023年）、2nd season（2025年）
16. ↑  『WARS』（2009年）、『GENESIS』（2016年）